# Bionicle (videogioco)
Bionicle è un videogioco per PlayStation 2, PC (nelle versioni Microsoft Windows e Mac OS), Xbox, Nintendo Gamecube e Gameboy Advance, uscito fra il 2003 ed il 2004. Il videogioco è in parte tratto dalla serie Bionicle.

## Trama
Nel filmato introduttivo del gioco, vediamo i Toa, i Matoran e i Turaga assistere ad una rappresentazione delle gesta dei Toa, ma all'improvviso i Rahi e i Bohrok invadono la zona. I Toa li respingono, e Gali riferisce che l'isola di Mata Nui è in grave pericolo, ragion per cui i Toa decidono quindi di tornare dalle loro Vahi (le regioni dell'isola) e difenderle dai nemici incombenti. 
Dopo molte vicissitudini, Takua indossa la leggendaria Maschera della Luce, diventando Takanuva, il Toa della Luce. Questi si teletrasporta nella tana del malvagio Makuta e lo affronta in un duello. Il combattimento è lungo, ma Takanuva emerge vincitore, si toglie la maschera e costringe Makuta a indossarla. Questo processo provoca una fusione tra i due, Takutanuva, che apre le porte della tana di Makuta e facendo uscire una luce fortissima.

## Modalità di gioco

### Versione console
Il gioco conta 8 livelli, compreso quello del boss finale.
| Personaggio | Tipo                         | Pietre luminose | Matoran |
| ----------- | ---------------------------- | --------------- | ------- |
| Tahu        | Piattaforma / Lotta          | 100             | 5       |
| Kopaka      | Corsa / Inseguimento / Lotta | 200             | 0       |
| Gali Nuva   | Piattaforma / Lotta          | 90              | 15      |
| Pohatu Nuva | Piattaforma / Corsa          | 168             | 0       |
| Onua Nuva   | Piattaforma / Lotta          | 100             | 0       |
| Lewa Nuva   | Piattaforma / Lotta          | 170             | 6       |
| Tahu Nuva   | Inseguimento                 | 148             | 0       |
| Takanuva    | Piattaforma / Lotta          | 4               | 0       |

Durante il gioco, si possono trovare vari oggetti.
- Sfere Amana Volo: Rappresentano l'ultima parte di energia oscura convertita in energia lucente, e vengono rilasciate quando un Rahi viene liberato o un Bohrok viene sconfitto. Curano 2 punti della salute dei 4 massimi (per tutti i personaggi);
- Pietre luminose: Non sono importanti per i fini del gameplay, ma un alto numero sbloccherà extra nel gioco.
- Kanohi di Energia Elementale: Si trovano in varie parti di ogni livello, e curano completamente la salute e ristabiliscono del tutto l'energia.
- Scatole metalliche: Si trovano in alcuni livelli, e contengono vari oggetti, come pietre luminose, Kanohi di Energia Elementale, Sfere Amana Volo o perfino malvagi Rahi.
- Gabbie Ooscure: Sono le prigioni di alcuni Matoran, e appaiono solo nel terzo livello. Possono essere distrutti solo con il Nuva Blast.
- Interruttori: Si trovano in alcuni livelli, e per attivarli è sufficiente colpirli con l'energia.

Ogni Toa inizia la propria avventura nella propria Wahi, una regione dell'isola di Mata Nui:
- Tahu rappresenta l'eroe di addestramento. I tasti direzionali direzionano il personaggio, MAIUSC lo fa saltare, con CTRL si usa una parte della propria energia, e con TRATTINO si usa uno scudo che una volta colpito dall'energia oscura dei nemici ristabilisce una piccola parte dell'energia. Inoltre, tenendo premuto il tasto TRATTINO, è possibile caricare la propria energia finché è piena.
- Il livello di Kopaka è tutto basato sullo snowboard, dove è sufficiente premere il tasto SU per accelerare e GIù per rallentare, ed è possibile saltare. Tuttavia, in prossimità di un Bohrok, si potrà premere il tasto TRATTINO per rilanciarlo in aria.
- Gali può immergersi in acqua durante un salto premendo il tasto INVIO; maggiore l'altezza dall'acqua, maggiore la profondità del tuffo. Sempre con tale tasto, è possibile nuotare in acqua molto più in fretta. Infine, ricaricando completamente l'energia e poi premendo INVIO, verrà rilasciato un Nuva Blast capace di distruggere ogni gabbia oscura ed eliminare tutti i Rahi nelle vicinanze.
- Pohatu possiede gli stessi controlli sia standard di Tahu che quelli di Kopaka, ma con l'aggiunta che egli guiderà presto un veicolo che va ad energia elementale.
- Onua possiede gli stessi comandi standard dal primo livello con Tahu.
- Nella prima parte del sesto livello, Lewa, oltre ai soliti comandi standard, può occasionalmente salire su rami scivolosi. Nella seconda parte, sarà inoltre possibile fare un doppio salto e premere invio per volare per un breve periodo di tempo.

Nel gioco esiste anche un menu speciale che comprende diverse funzioni:
- l'enciclopedia di Mata Nui, dove si possono visualizzare le informazioni e le schede riguardo a luoghi, personaggi ed informazioni, buona parte sbloccabili nel corso del gioco.
- la videoteca, che consente di vedere i filmati sbloccati nella modalità avventura.
- i contenuti bonus, che permette ai giocatori di vedere i 2 trailer del film Bionicle: Mask of Light, i teaser per i set del 2003 (anno d'uscita del gioco) e gli schizzi del gioco.

## Doppiaggio
- Tahu: Luca Sandri
- Kopaka: Marco Balzarotti
- Gali: Emanuela Pacotto
- Lewa: Massimo Di Benedetto
- Onua: Stefano Albertini
- Pohatu: Marco Balzarotti
- Takua / Takanuva: Luca Sandri
- Turaga Vakama: Stefano Albertini
- Turaga Nuju: Marco Balzarotti
- Turaga Nokama: Emanuela Pacotto
- Makuta Teridax: Stefano Albertini

## Accoglienza
| Testata                            | Versione | Giudizio |
| ---------------------------------- | -------- | -------- |
| Metacritic (media al 30-01-2020)   | PC       | 52/10    |
| Metacritic (media al 30-01-2020)   | PS2      | 51/10    |
| Metacritic (media al 30-01-2020)   | Xbox     | 49/100   |
| Metacritic (media al 30-01-2020)   | GC       | 47/100   |
| GameRankings (media al 30-01-2020) | GBA      | 52,67%   |
| GameRankings (media al 30-01-2020) | PS2      | 51,31%   |
| GameRankings (media al 30-01-2020) | PC       | 48,71%   |
| GameRankings (media al 30-01-2020) | GC       | 45,11%   |
| GameRankings (media al 30-01-2020) | Xbox     | 41.37%   |
| IGN                                | Tutte    | 3.8/10   |
| Game Informer                      | Tutte    | 6,5/10   |
| Adrenaline Vault                   | Tutte    | 80%      |
| Jeuxvideo.com                      | PS2      | 7/20     |
| Jeuxvideo.com                      | PC       | 7/20     |
| SpazioGames.it                     | PC       | 5.5/10   |

Bionicle ha ricevuto un'accoglienza poco positiva dalla critica, con voti che vanno da 3.8 da IGN, a 6.5 da Game Informer. È stato criticato per gameplay ripetitivo, storia poco avvincente, scarse visuali, breve durata e/o mancanza di innovazione. Game Informer lo ha riferito un gioco meglio adatto per "bambini di 8 anni ossessionati dai Lego".